# Marco Migliorini
Marco Migliorini (Peschiera del Garda, 3 gennaio 1992) è un ex calciatore italiano, di ruolo difensore.

## Caratteristiche tecniche
Difensore centrale dal fisico imponente e molto abile nel gioco aereo.

## Carriera
Cresciuto nel settore giovanile del Chievo, il 15 gennaio 2011 viene ceduto in prestito allo Zbrojovka Brno, con cui colleziona cinque presenze nella massima serie ceca. Il 31 agosto passa a titolo definitivo al Chieti, disputando un’ottima stagione conclusa sfiorando la promozione in Lega Pro Prima Divisione. Il 3 luglio 2012 viene acquistato per 300.000 euro dal Torino, firmando un triennale con i piemontesi. Mai utilizzato dai granata, il 4 gennaio 2013 si trasferisce in compartecipazione al Como. Infortunatosi gravemente al ginocchio destro nel mese di aprile, viene in seguito riscattato dal club lariano, svincolandosi però nel successivo mercato invernale. Il 10 luglio 2014 si lega con un biennale alla Juve Stabia: con le Vespe si mette in mostra come uno dei migliori giocatori della categoria e il 18 gennaio 2016 passa all’Avellino, firmando fino al 2020 con gli irpini. Il 15 marzo riporta un altro grave infortunio al ginocchio già operato in precedenza, subendo così uno stop forzato di molti mesi; anche nella stagione successiva colleziona poche presenze a causa di ripetuti problemi muscolari. Impostosi come titolare nel campionato seguente, rimane senza squadra dopo l’esclusione del club campano dalla Serie B
Nelle settimane successive viene quindi tesserato dalla Salernitana. Il 4 ottobre 2020 si trasferisce al Novara.

## Statistiche

### Presenze e reti nei club
Statistiche aggiornate al 14 gennaio 2023.
| Stagione           | Squadra            | Campionato         | Campionato | Campionato | Coppe nazionali | Coppe nazionali | Coppe nazionali | Coppe continentali | Coppe continentali | Coppe continentali | Altre coppe | Altre coppe | Altre coppe | Totale | Totale |
| Stagione           | Squadra            | Comp               | Pres       | Reti       | Comp            | Pres            | Reti            | Comp               | Pres               | Reti               | Comp        | Pres        | Reti        | Pres   | Reti   |
| ------------------ | ------------------ | ------------------ | ---------- | ---------- | --------------- | --------------- | --------------- | ------------------ | ------------------ | ------------------ | ----------- | ----------- | ----------- | ------ | ------ |
| gen.-giu. 2011     | Zbrojovka Brno     | 1.L                | 5          | 0          | CC              | 0               | 0               | -                  | -                  | -                  | -           | -           | -           | 5      | 0      |
| ago. 2011-2012     | Chieti             | 2D                 | 30+4       | 3          | CI-LP           | 0               | 0               | -                  | -                  | -                  | -           | -           | -           | 34     | 3      |
| gen.-giu. 2013     | Como               | 1D                 | 10         | 0          | CI+CI-LP        | 0+0             | 0               | -                  | -                  | -                  | -           | -           | -           | 10     | 0      |
| 2013-gen. 2014     | Como               | 1D                 | 0          | 0          | CI-LP           | 0               | 0               | -                  | -                  | -                  | -           | -           | -           | 0      | 0      |
| Totale Como        | Totale Como        | Totale Como        | 10         | 0          |                 | 0               | 0               |                    | -                  | -                  |             | -           | -           | 10     | 0      |
| 2014-2015          | Juve Stabia        | LP                 | 33+1       | 1          | CI+CI-LP        | 2+0             | 1+0             | -                  | -                  | -                  | -           | -           | -           | 36     | 2      |
| 2015-gen. 2016     | Juve Stabia        | LP                 | 16         | 2          | CI+CI-LP        | 0+0             | 0               | -                  | -                  | -                  | -           | -           | -           | 16     | 2      |
| Totale Juve Stabia | Totale Juve Stabia | Totale Juve Stabia | 49+1       | 3          |                 | 2               | 1               |                    | -                  | -                  |             | -           | -           | 52     | 4      |
| gen.-giu. 2016     | Avellino           | B                  | 4          | 0          | CI              | 0               | 0               | -                  | -                  | -                  | -           | -           | -           | 4      | 0      |
| 2016-2017          | Avellino           | B                  | 10         | 0          | CI              | 0               | 0               | -                  | -                  | -                  | -           | -           | -           | 10     | 0      |
| 2017-2018          | Avellino           | B                  | 29         | 0          | CI              | 2               | 0               | -                  | -                  | -                  | -           | -           | -           | 31     | 0      |
| Totale Avellino    | Totale Avellino    | Totale Avellino    | 43         | 0          |                 | 2               | 0               |                    | -                  | -                  |             | -           | -           | 45     | 0      |
| 2018-2019          | Salernitana        | B                  | 25+2       | 0          | CI              | 0               | 0               | -                  | -                  | -                  | -           | -           | -           | 27     | 0      |
| 2019-2020          | Salernitana        | B                  | 27         | 1          | CI              | 1               | 0               | -                  | -                  | -                  | -           | -           | -           | 28     | 1      |
| sett.-ott. 2020    | Salernitana        | B                  | 1          | 0          | CI              | 0               | 0               | -                  | -                  | -                  | -           | -           | -           | 1      | 0      |
| Totale Salernitana | Totale Salernitana | Totale Salernitana | 53+2       | 1          |                 | 1               | 0               |                    | -                  | -                  |             | -           | -           | 56     | 1      |
| ott. 2020-2021     | Novara             | C                  | 23         | 1          | CI              | -               | -               | -                  | -                  | -                  | -           | -           | -           | 23     | 1      |
| 2021-2022          | Gubbio             | C                  | 15         | 1          | CI              | 0               | 0               | -                  | -                  | -                  | -           | -           | -           | 15     | 1      |
| 2022-2023          | Sambenedettese     | D                  | 7          | 0          | CI-D            | 0               | 0               | -                  | -                  | -                  | -           | -           | -           | 7      | 0      |
| Totale carriera    | Totale carriera    | Totale carriera    | 235+7      | 9          |                 | 5               | 1               |                    | -                  | -                  |             | -           | -           | 247    | 10     |